# Tegui metró
A Tegui metró (koreaiul: 대구도시철도; hanja: 大邱都市鐵道; RR: Daegu dosicheoldo) egy metróhálózat, amely elsősorban a dél-koreai Tegu városát szolgálja ki.
Magában foglalja a Daegu Transportation Corporation (DTRO) által üzemeltetett három vonalat – az 1-es, a 2-es és a 3-as vonalat –, valamint a Korail által üzemeltetett Tegu–Gyeongbuk vonalat (Daegyeong vonal). A rendszer a város tömegközlekedésének gerincét képezi, és fokozatosan terjeszkedik a környező Gyeongsangbuk-do régióba. 2015-ben az átlagos napi utasforgalom az 1-es vonalon 186 992 fő, a 2-es vonalon 177 984 fő, a 3-as vonalon pedig 69 127 fő volt.

## Története
A Tegui metró építését a városnak 1985-ben ajánlották, miután Tegu városa kutatást végzett a város közlekedésének javítására. Az új metróépítés felügyeletére létrehozott bizottság 1989 szeptemberi megalakulását követően 1989 és 1990 között tanulmányt végeztek, hogy értékeljék a beruházás megvalósíthatóságát. A metróépítés és -üzemeltetés irányelveit 1991 januárjában hagyták jóvá. Az irányelvek elsősorban a belváros túlzsúfoltságából adódó közlekedési problémák megoldására összpontosítottak, de egyúttal olyan célokat is kitűztek, mint a város hatékonyságának javítása a rövidebb utazási idők, a tisztább környezet az autós forgalom és az energiafelhasználás csökkentése, a városon kívüli területek jobb megközelíthetősége és a közlekedési kapacitás javítása révén. A Daegyeong vonal 2023-ban nyílt meg, jelezve a regionális vasúti hálózat metróhálózatba való integrációjának kezdetét.

## Képgaléria

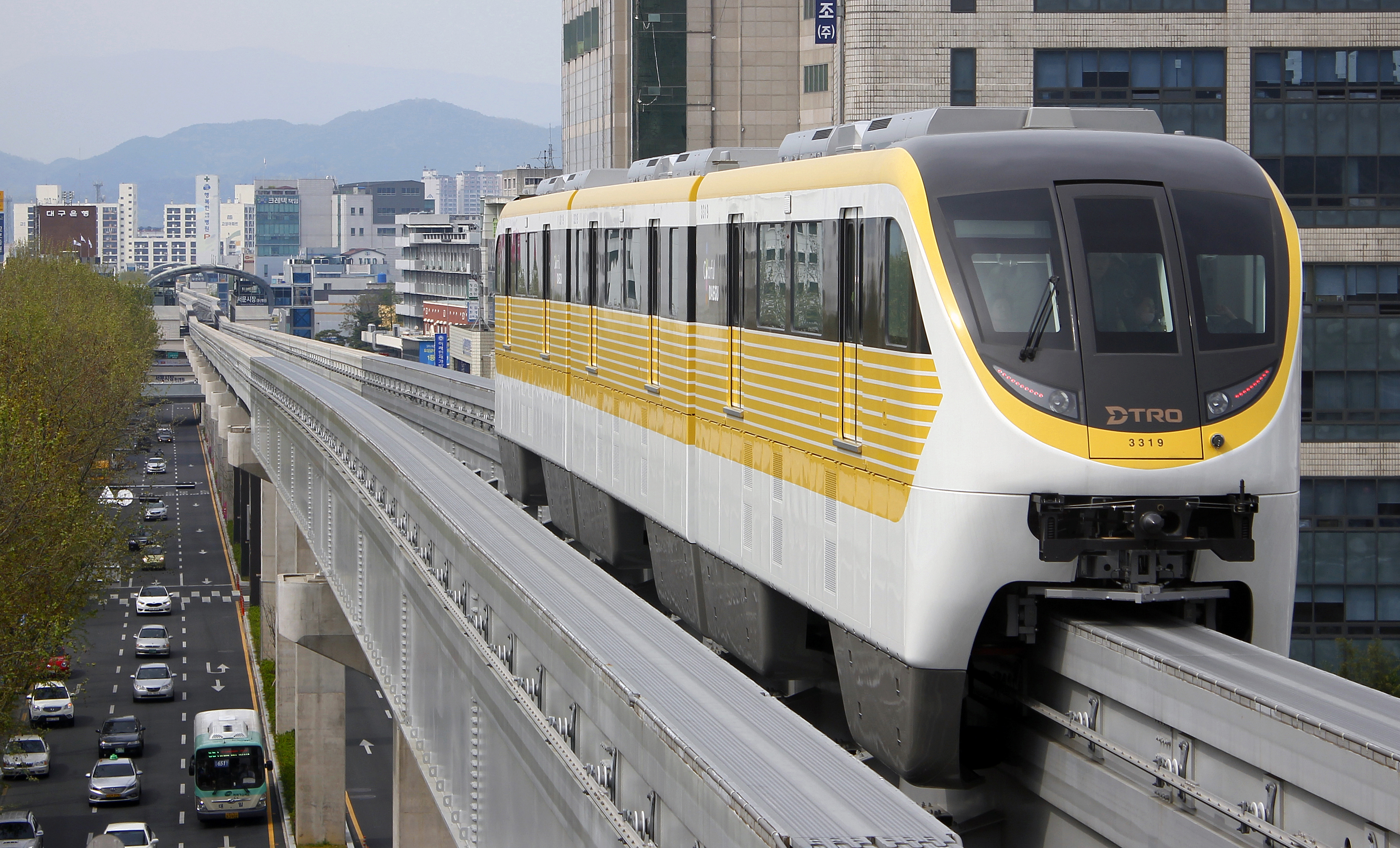
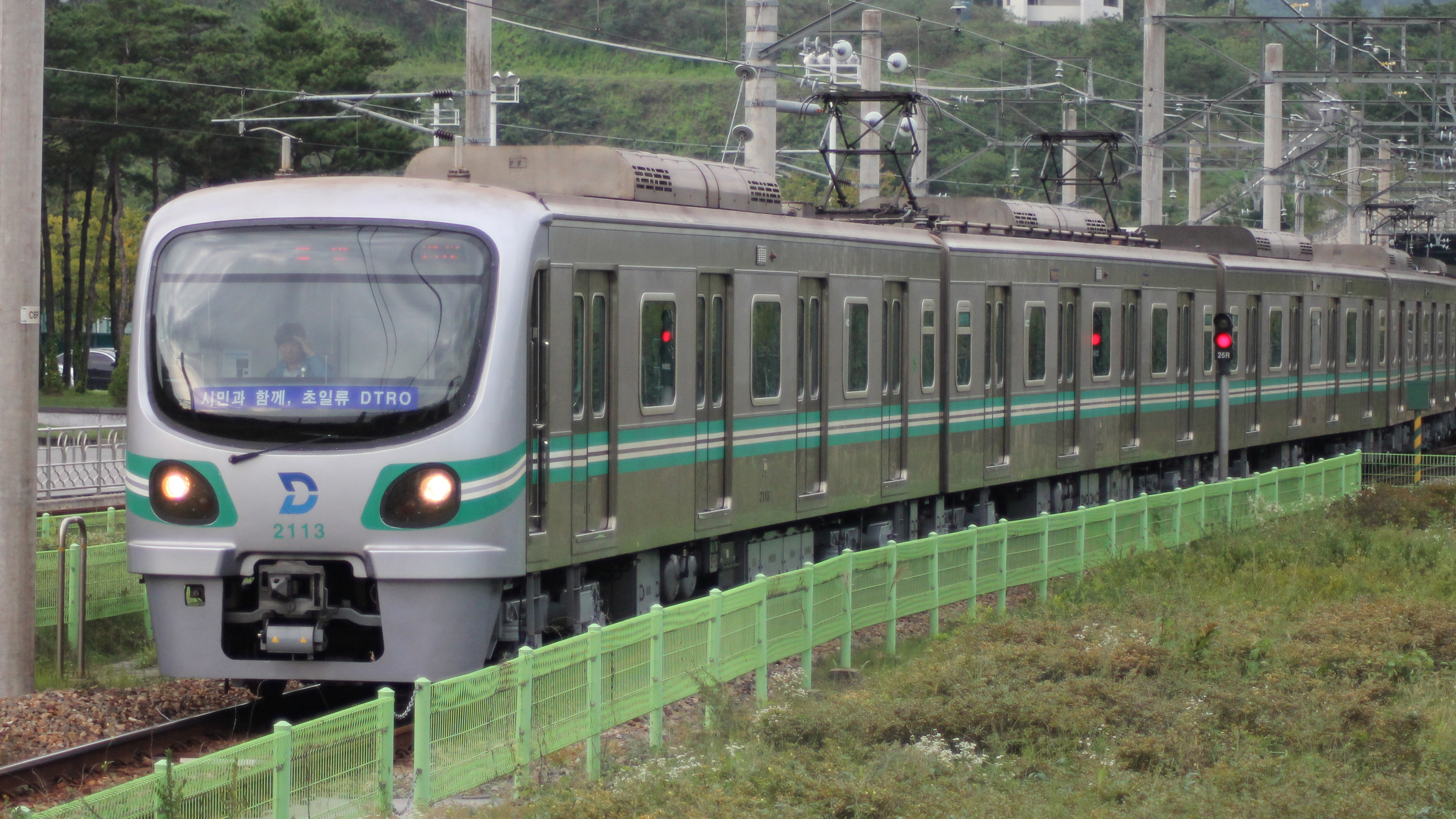
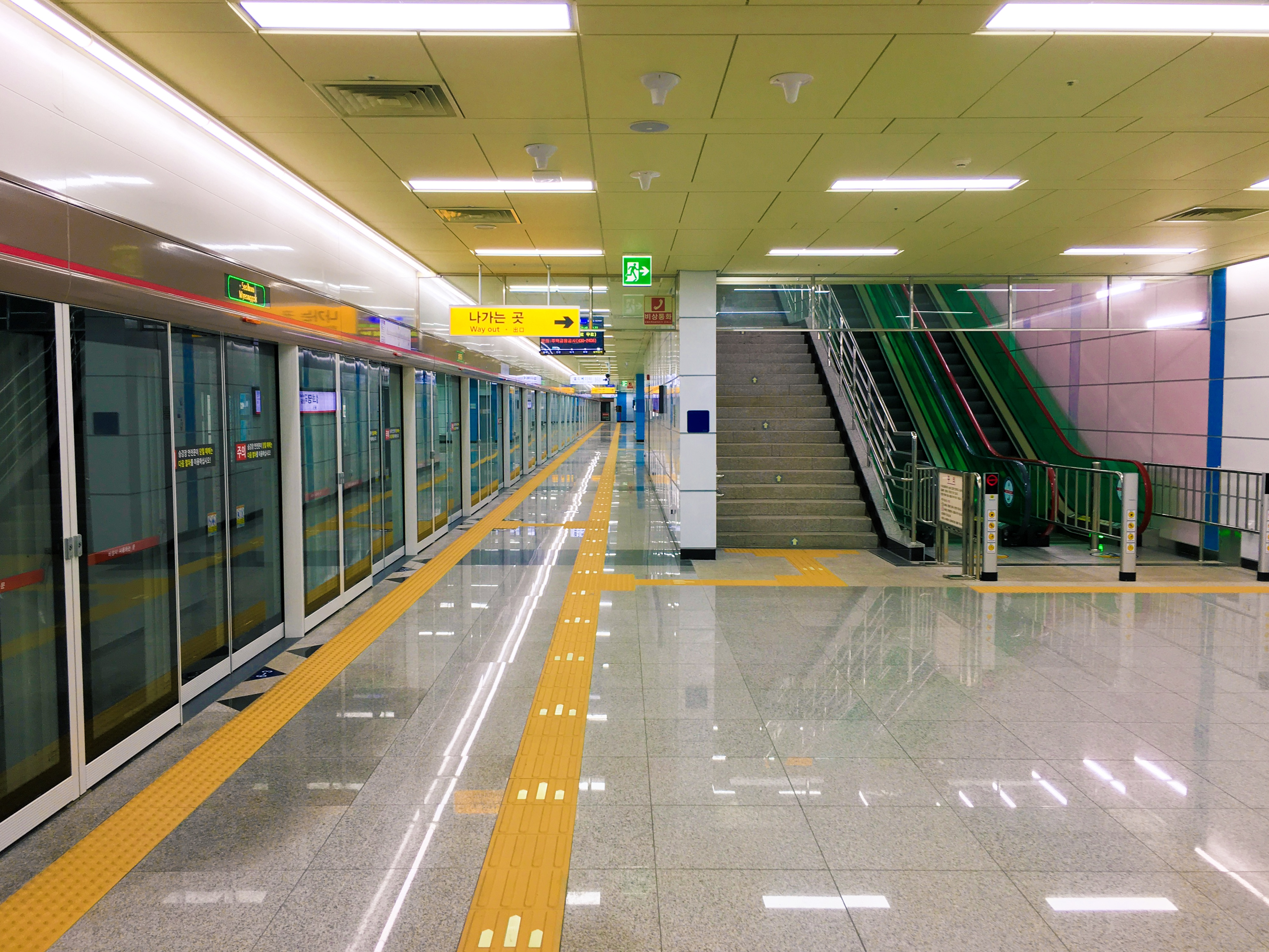